# ريكاردو غاردنر
ريكاردو غاردنر (بالإنجليزية: Ricardo Gardner)‏، من مواليد 25 سبتمبر 1978 في سانت أندرو باريش في جامايكا، لاعب كرة قدم جامايكي.
بدأ مسيرته الكروية مع نادي هاربور فيو في موسم 1997/1998، ومنذ عام 1998 وهو يلعب مع نادي بولتون واندررز الإنجليزي.
و هو يلعب مع منتخب جامايكا لكرة القدم منذ عام 1998.

## روابط خارجية
- ريكاردو غاردنر على موقع الاتحاد الدولي (مؤرشف)  (الإنجليزية)
- ريكاردو غاردنر على موقع قاعدة بيانات كرة القدم.إي يو (الإنجليزية)
- ريكاردو غاردنر على موقع ناشيونال فوتبول تيمز (الإنجليزية)
- ريكاردو غاردنر على موقع Soccerbase.com (لاعب) (الإنجليزية)
- ريكاردو غاردنر على موقع عالم كرة القدم.نت (الإنجليزية)
- ريكاردو غاردنر على موقع كووورة